# Bandareh
Bandareh är en ort i Iran.   Den ligger i provinsen Kermanshah, i den nordvästra delen av landet, 500 km väster om huvudstaden Teheran. Bandareh ligger 1 746 meter över havet och antalet invånare är 275.
Terrängen runt Bandareh är bergig åt nordväst, men åt sydost är den kuperad. Runt Bandareh är det ganska glesbefolkat, med 34 invånare per kvadratkilometer. Närmaste större samhälle är Pāveh, 3,0 km norr om Bandareh. Trakten runt Bandareh består i huvudsak av gräsmarker.